# Hanshan Roebers
Hanshan Roebers (Hengelo (Overijssel), 17 mei 1941) is een Nederlandse monumentaal ontwerper, architect, beeldhouwer en schilder.

## Leven en werk
Roebers heeft zijn opleiding gehad aan de Design Academy Eindhoven (1960-1965 en 1969-1970) en het Instituut voor Sonologie in Utrecht (1966-1968). Zijn werk is sterk beïnvloed door studiereizen naar Noord- en Zuid-Amerika, Afrika, Japan en India (de observatoria van Jai Singh II in Delhi, Varanasi en vooral Jaipur). De basis van zijn werk wordt steeds gevormd door studies van de elementen aarde, vuur (licht), lucht (wind) en water.
In dezelfde periode dat hij zijn eerste tentoonstellingen had van tekeningen, schilderijen, foto’s en ruimtelijke werken, begon Roebers met het ontwerpen van meubels, interieur en glas voor een aantal fabrieken. Dit leidde uiteindelijk tot zijn monumentale werk. Vanaf 1977 ging hij steeds meer werken met licht als prima materia, onder andere bij het ontwerp voor meubelfabriek Montis in Dongen en de schaduw-fabriek ERCO.
Roebers was als docent verbonden aan de Academie van Bouwkunst in Arnhem (1980-1986), aan de Toneelschool (ArtEZ Academie voor Theater) in Arnhem (1975-1978) en aan de Hogeschool van Nijmegen (1977-1994), en gaf gastlessen aan de Academie van Bouwkunst in Groningen. Hij is gevestigd in Koudum.
In 2001 won hij de Vredeman de Vriesprijs voor vormgeving met zijn ontwerp De boat fan foarhinne.

## Enkele werken in de openbare ruimte
- Het lichtschip, Costerweg, Wageningen (1989)
- De zuiderling, Park Transwijk, Utrecht (1993)
- Een gebouw voor de Duitse fabriek voor lichttechniek ERCO in Naarden (1994)
- Lichtbrug en verbinding tussen twee bouwdelen van het stadhuis, Tiel (1997), samen met Marijke de Goey
- Het rondeel, Den Elterweg / Ida Gerhardtsingel, Zutphen (1997-1998)
- Meubelfabriek Montis in Dongen (1998)
- Stiltetuin, Algemene begraafplaats, Sneek (2004)
- Vrijheidsvuur, Generaal Foulkesweg 1b, Wageningen (2004)
- De 4 poorten, Kempencampus, Veldhoven (2012)
- MarsOrange, Zwolle (2012)
- Oude Marspoort, Zwolle (2013)
- Route Parkeerplaats, begraafplaats Ede, samen met Theo Verburg, architect

## Fotogalerij

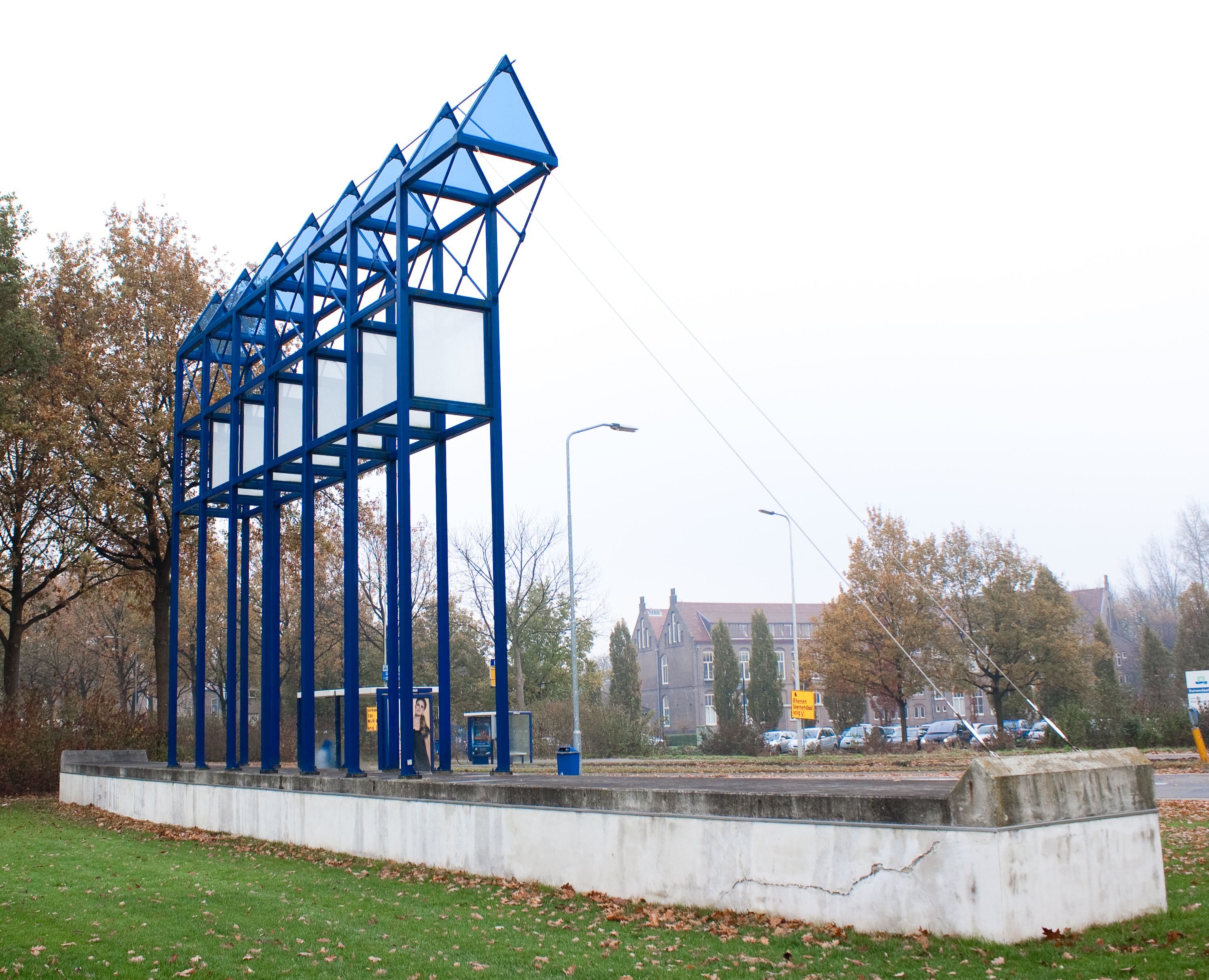
Het lichtschip (1989), Wageningen
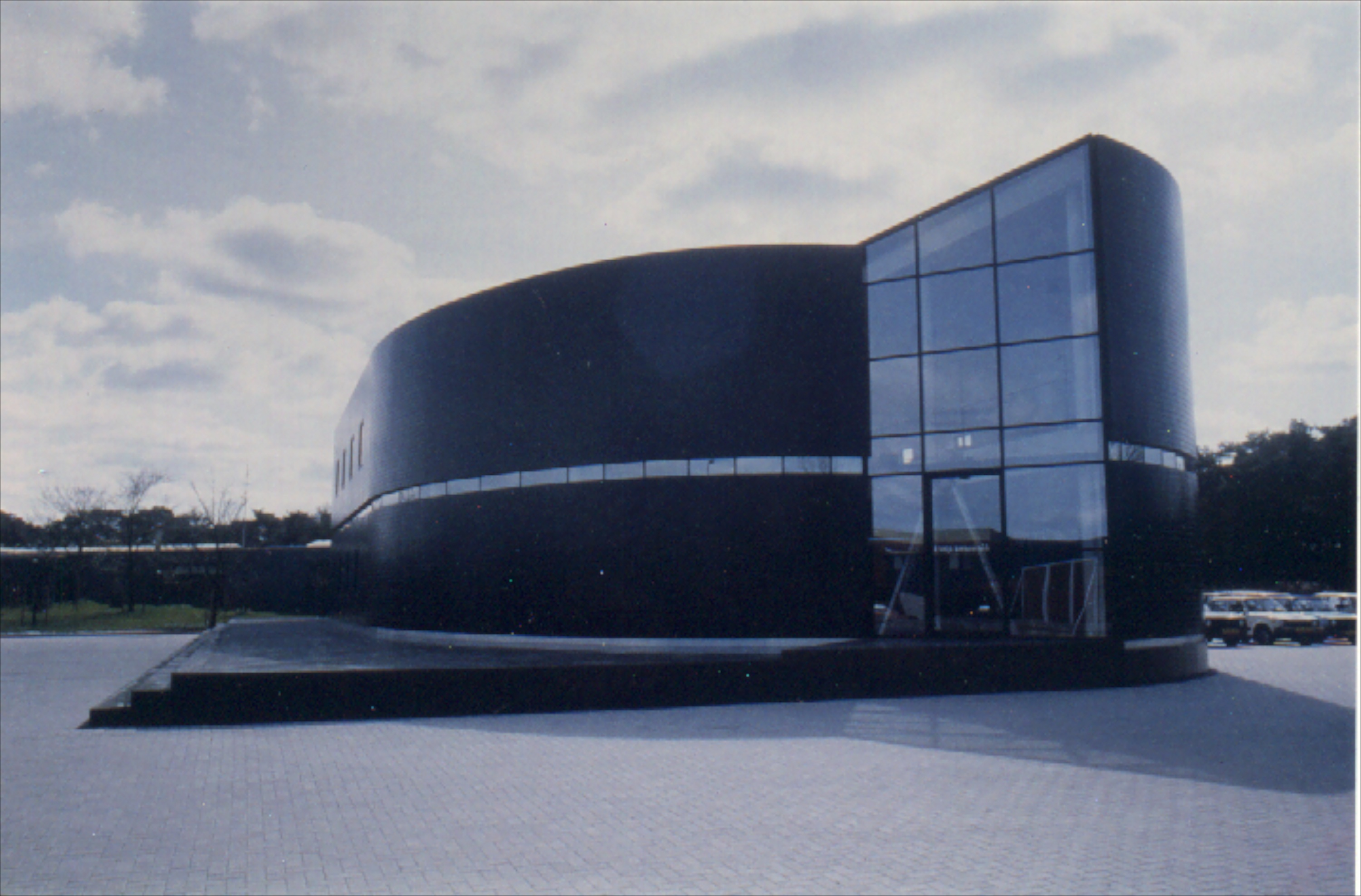
Montis (1992), Naarden
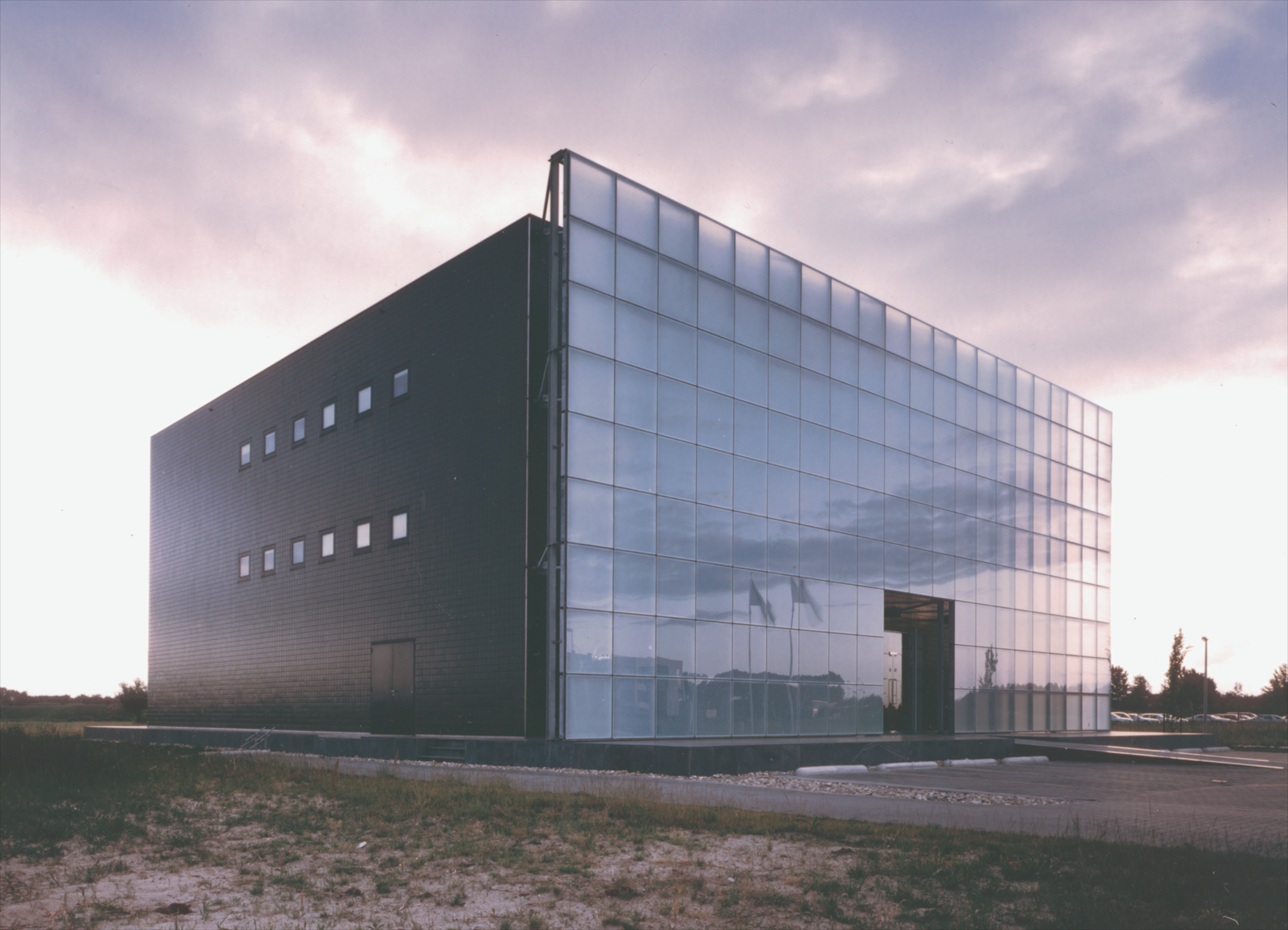
Erco (1994), Naarden
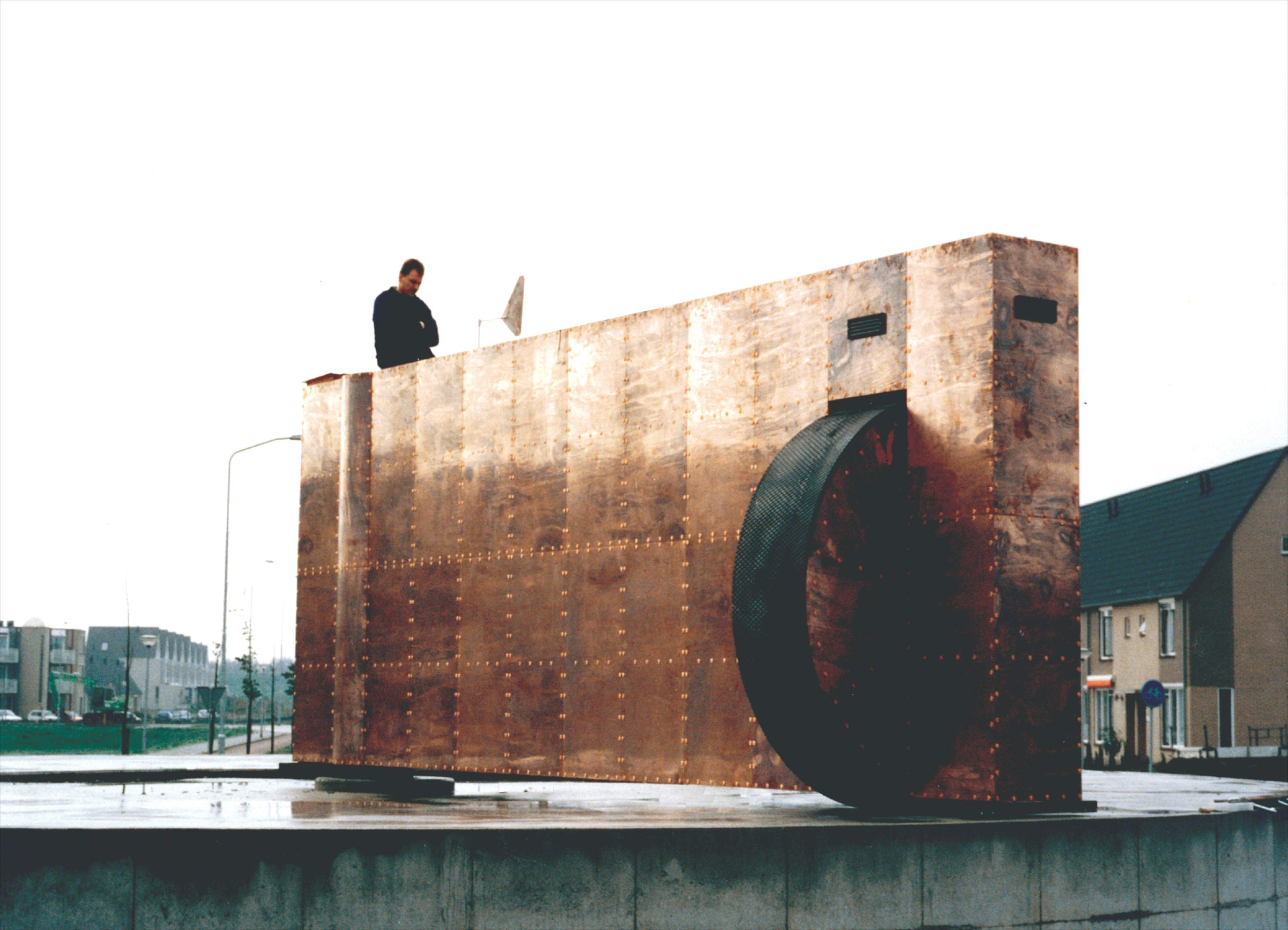
Windwijzer, vier rotondes (1994), Ede
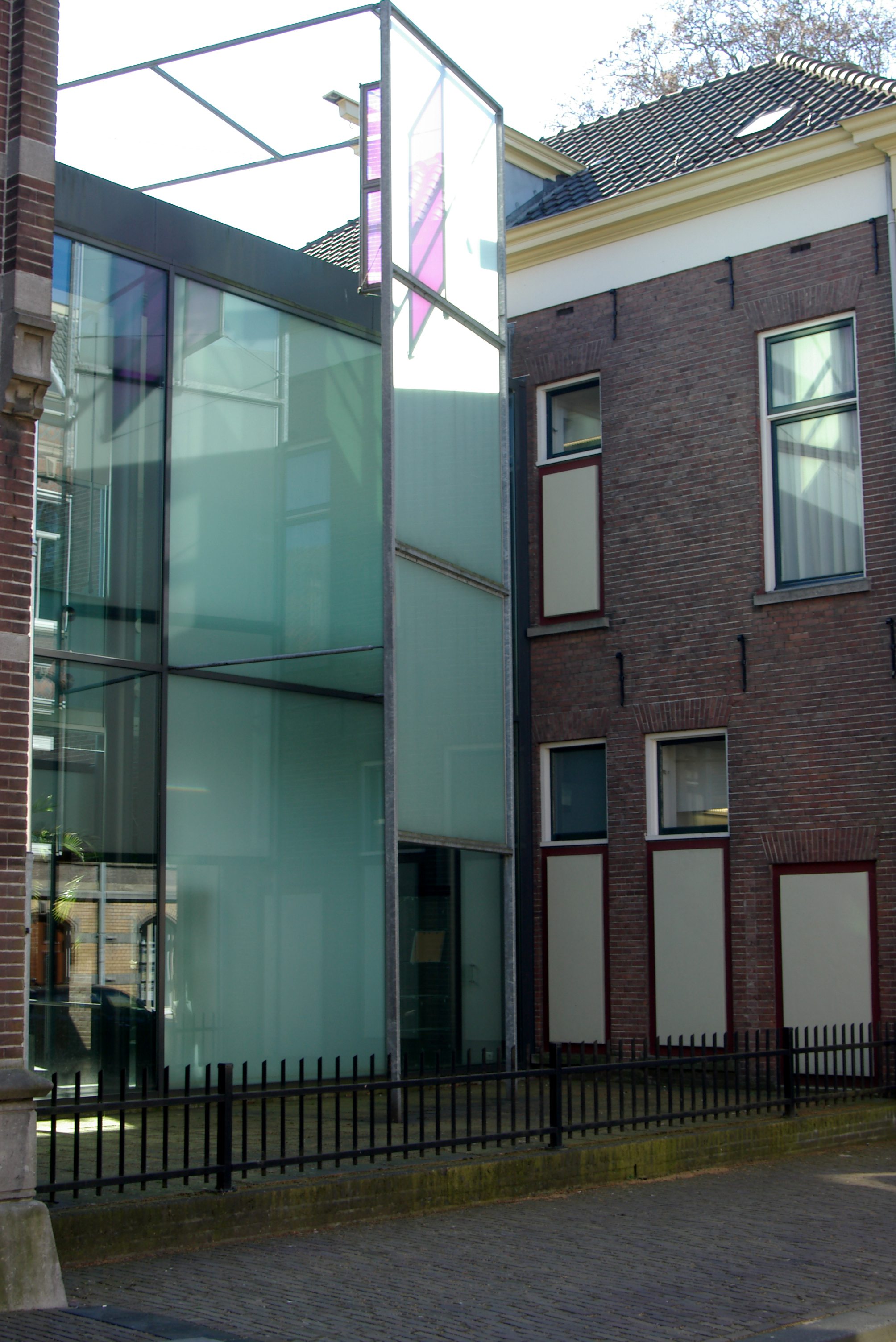
Lichtbrug (1997), stadhuis Tiel
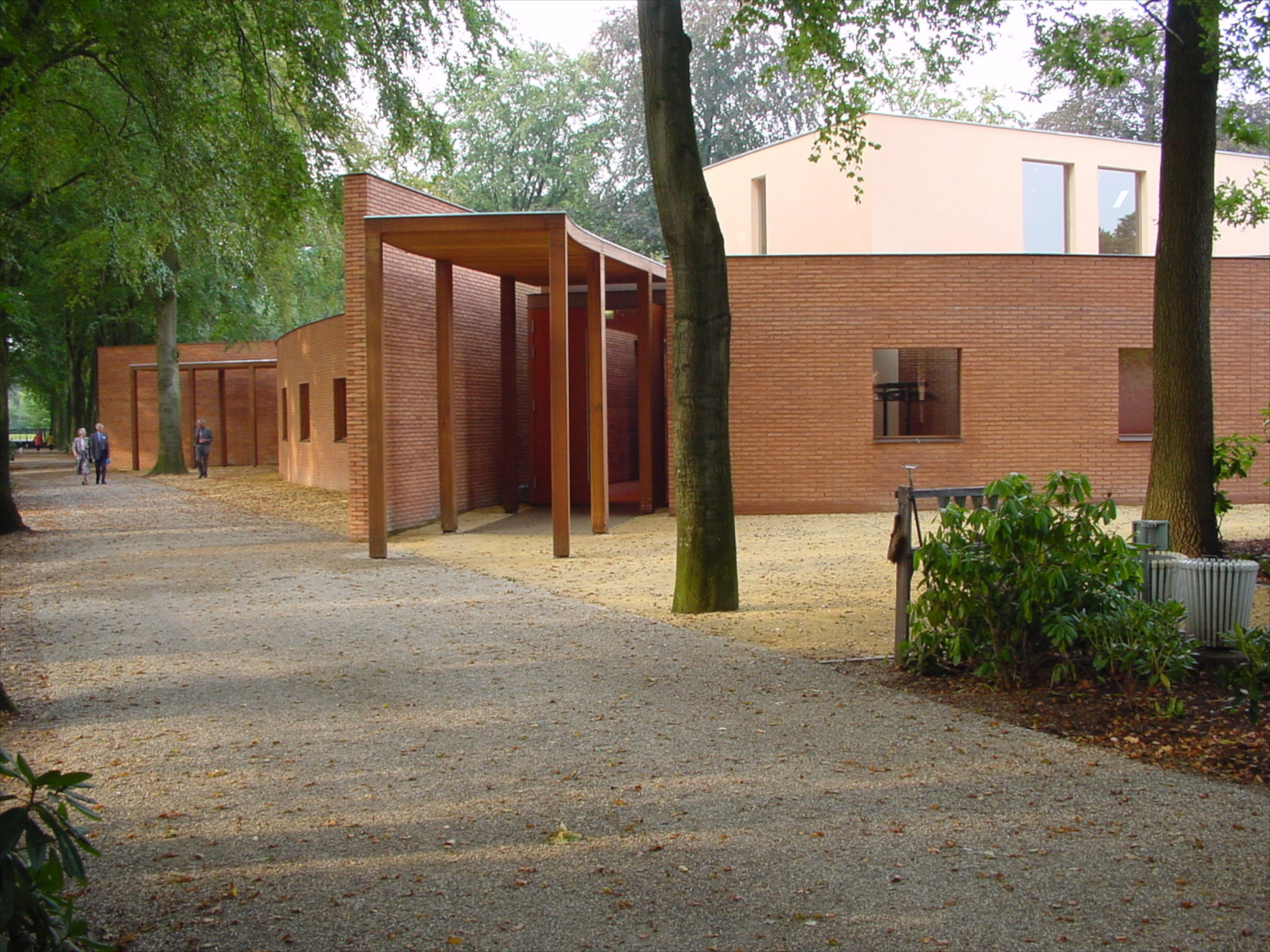
Aula (2000), Ede
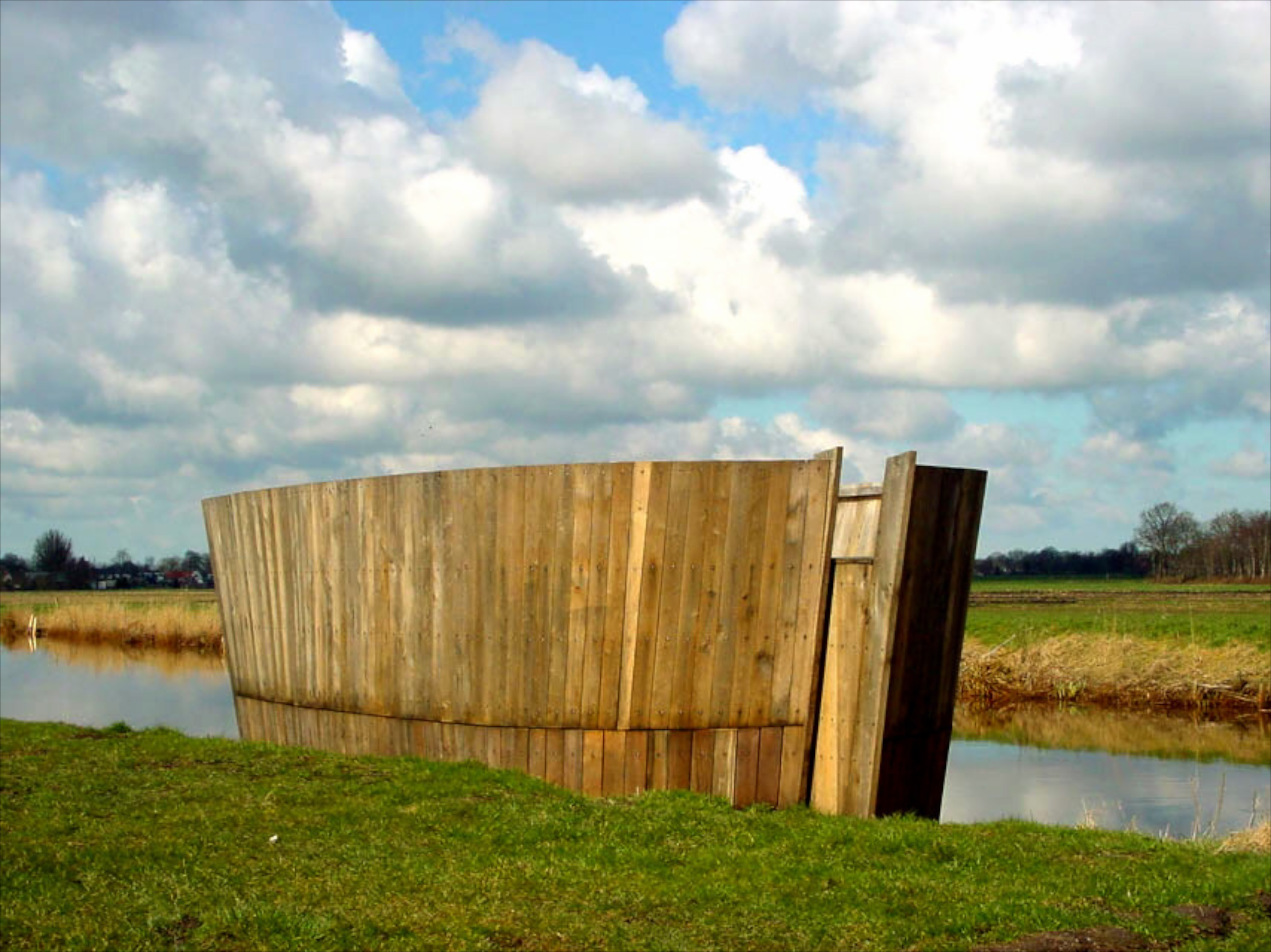
Boat fan foarhinne (2001), Tietjerk
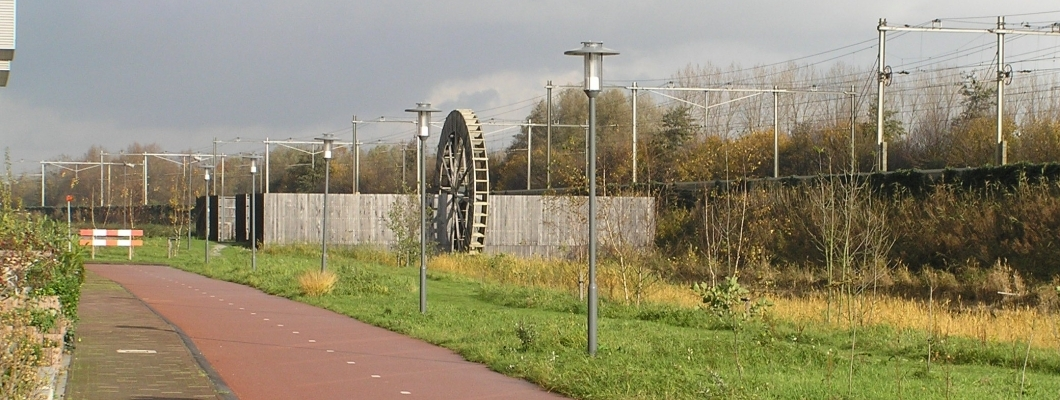
Waterrad (2002), Oegstgeest
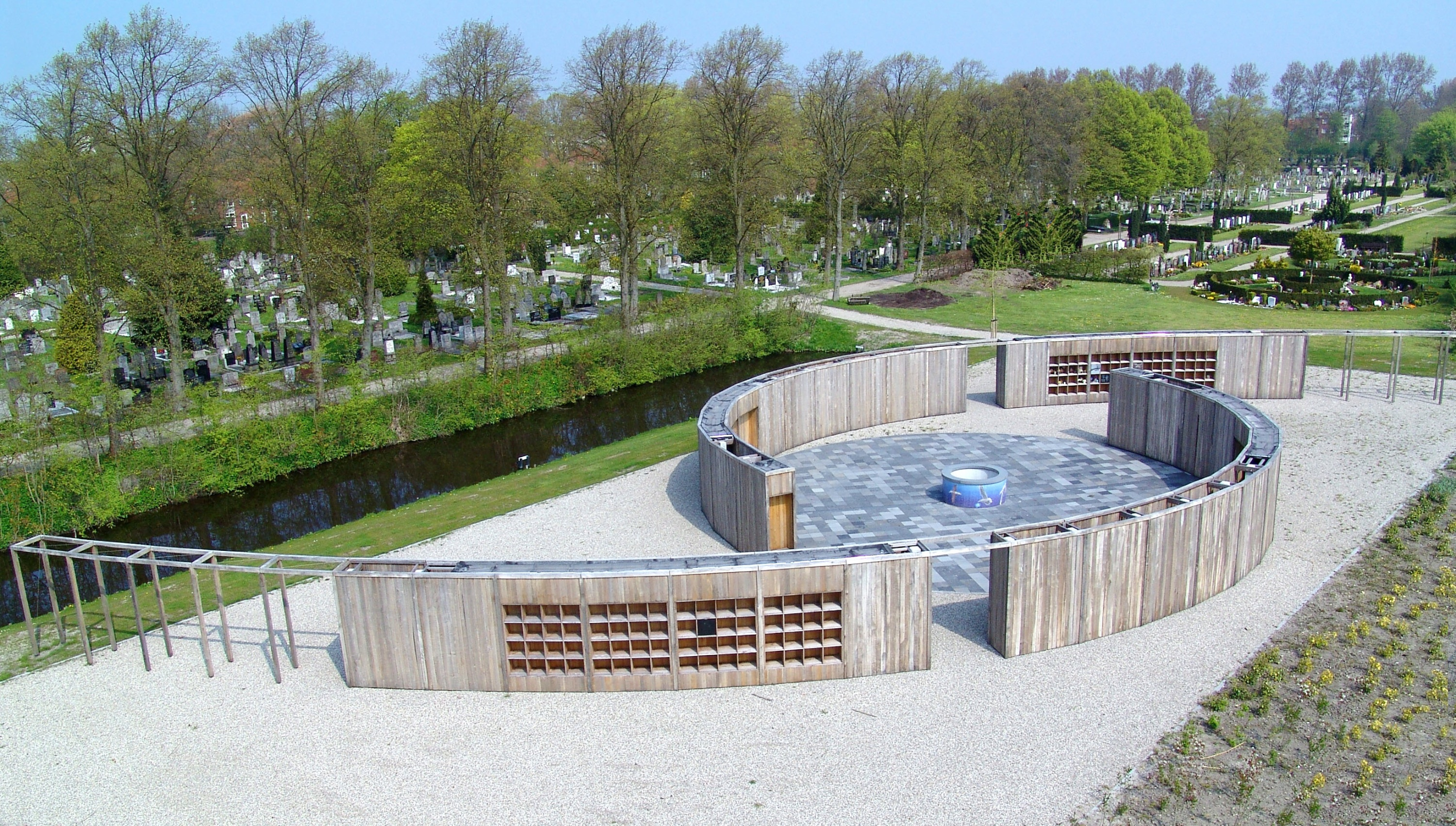
Stiltetuin, begraafplaats (2004), Sneek
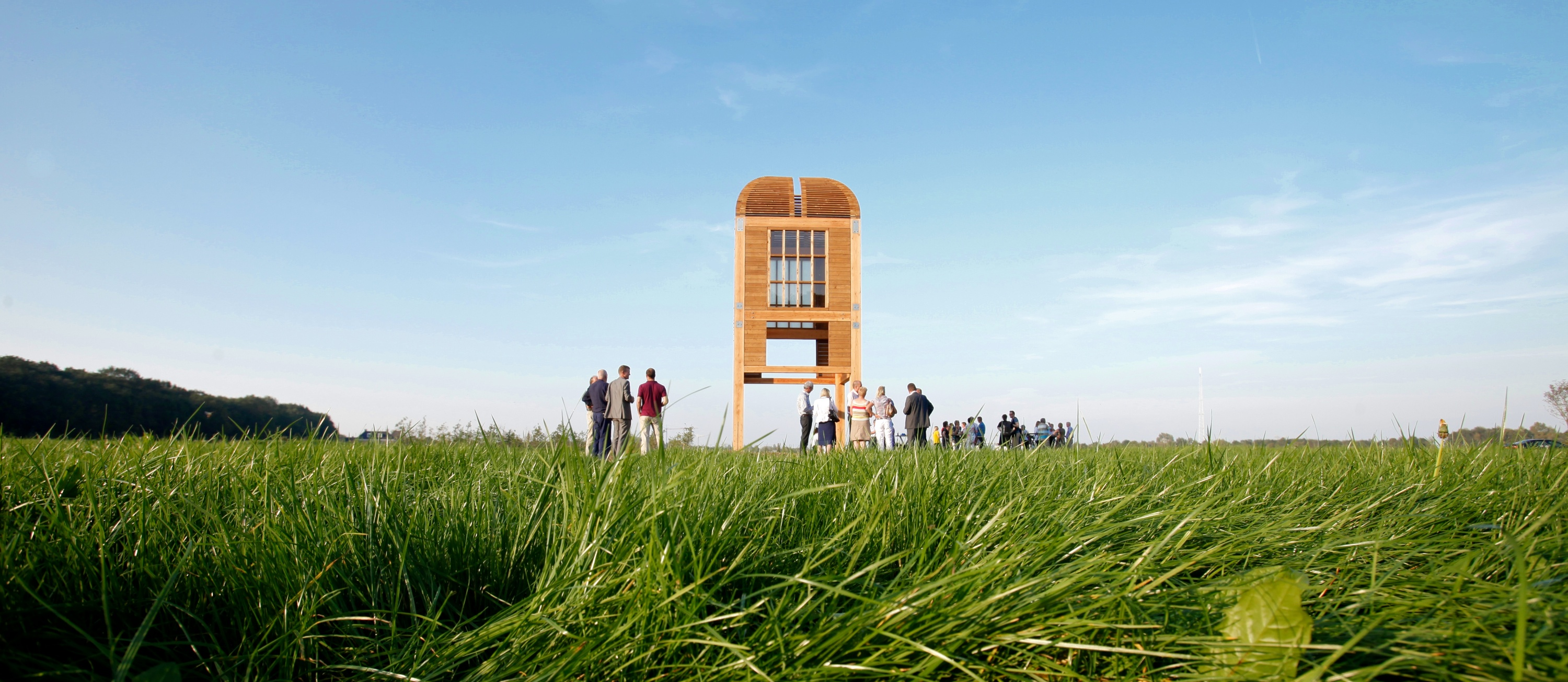
MarsOrange (2012), Zwolle
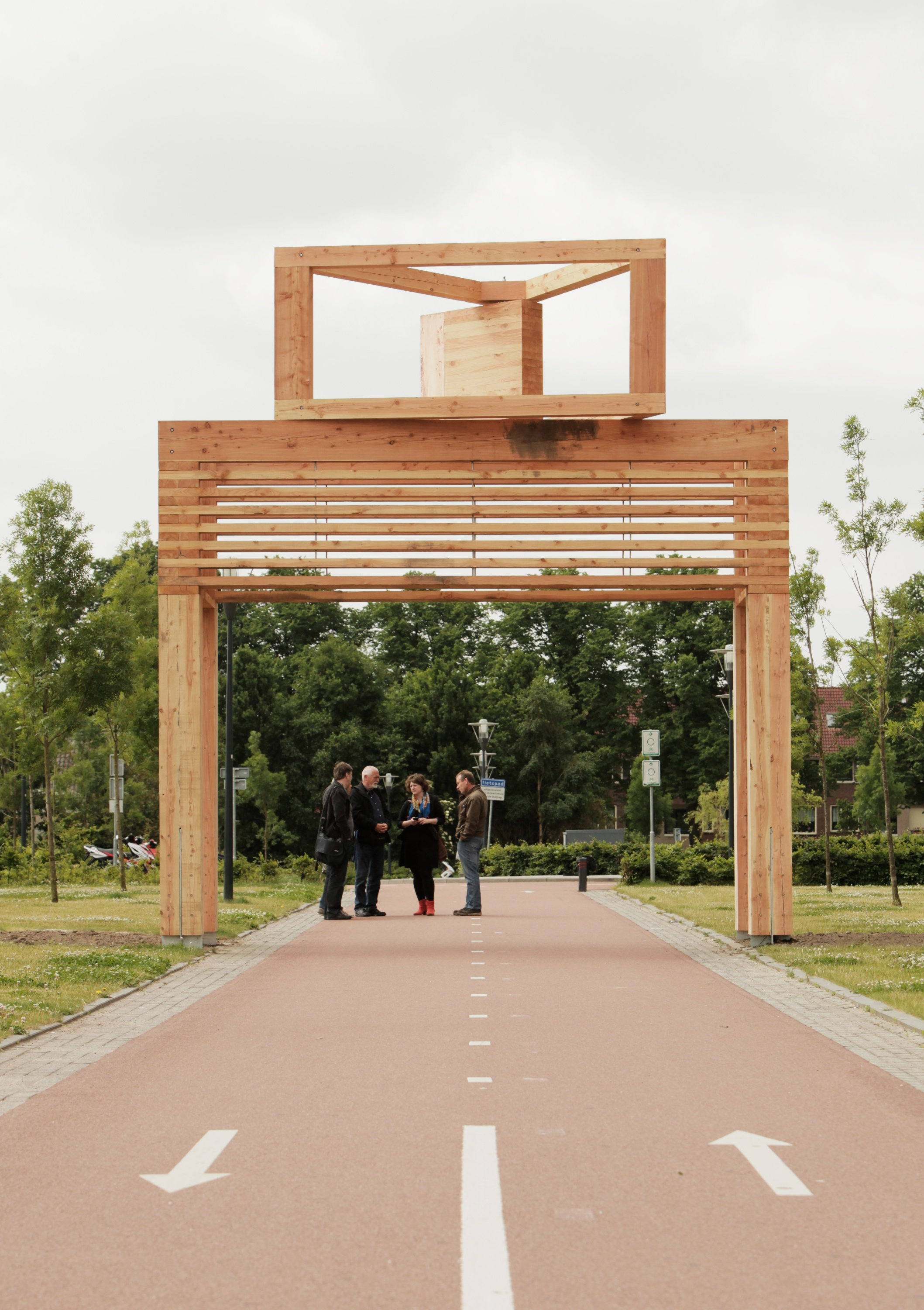
Luchtpoort, De 4 poorten (2013), Veldhoven
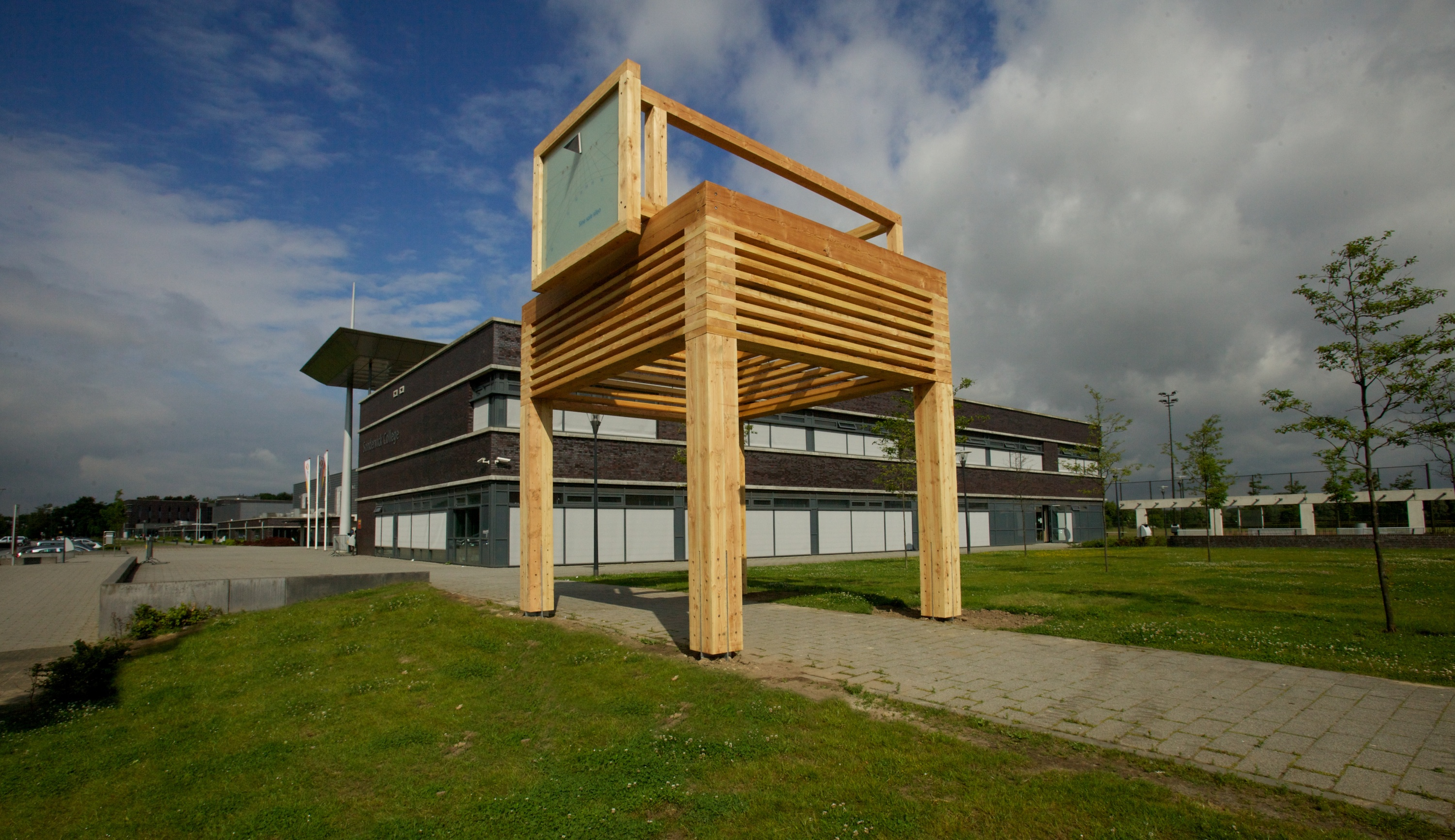
Vuurpoort / Zonnewijzer, De 4 poorten (2013), Veldhoven
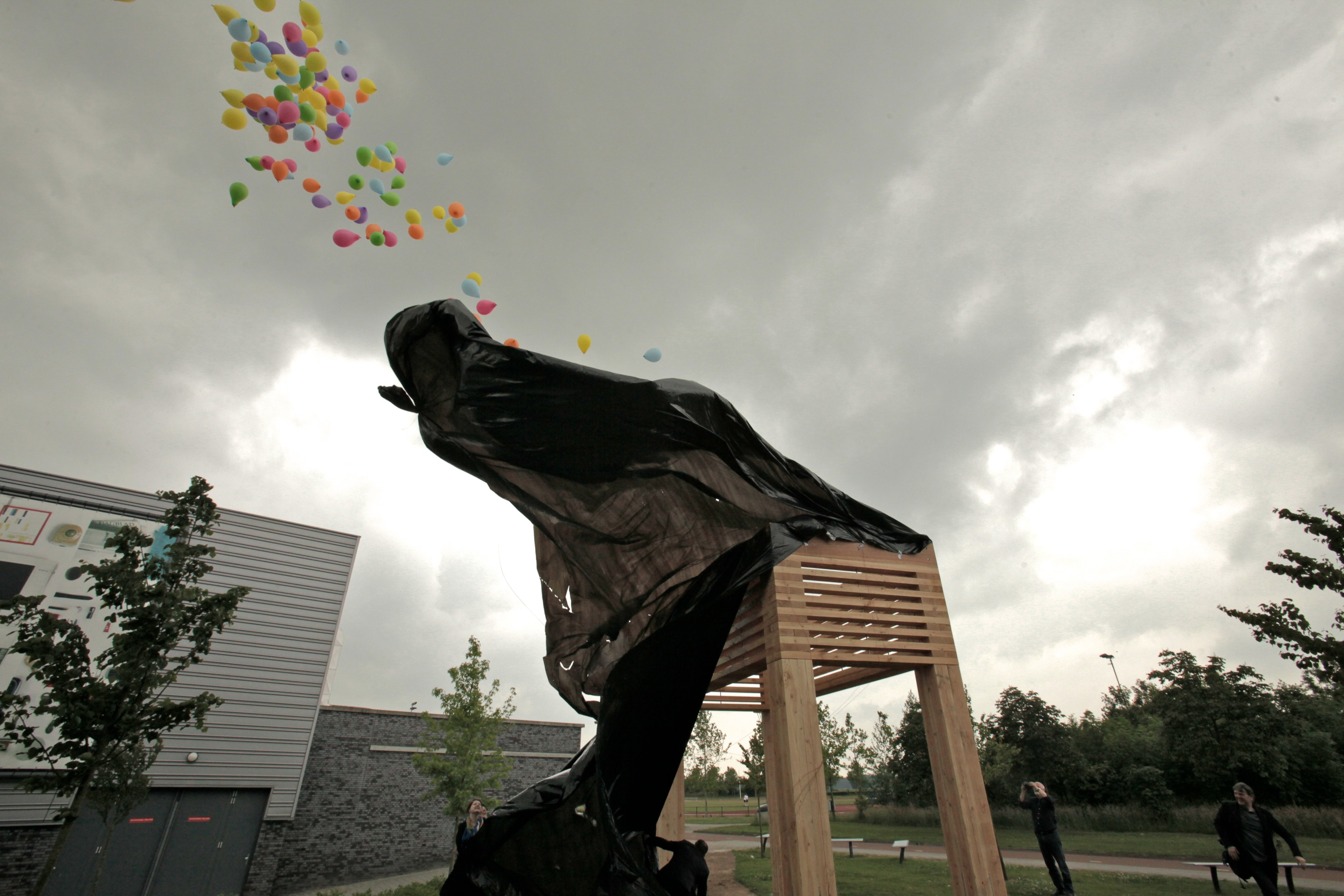
Aardepoort, De 4 poorten (2013), Veldhoven
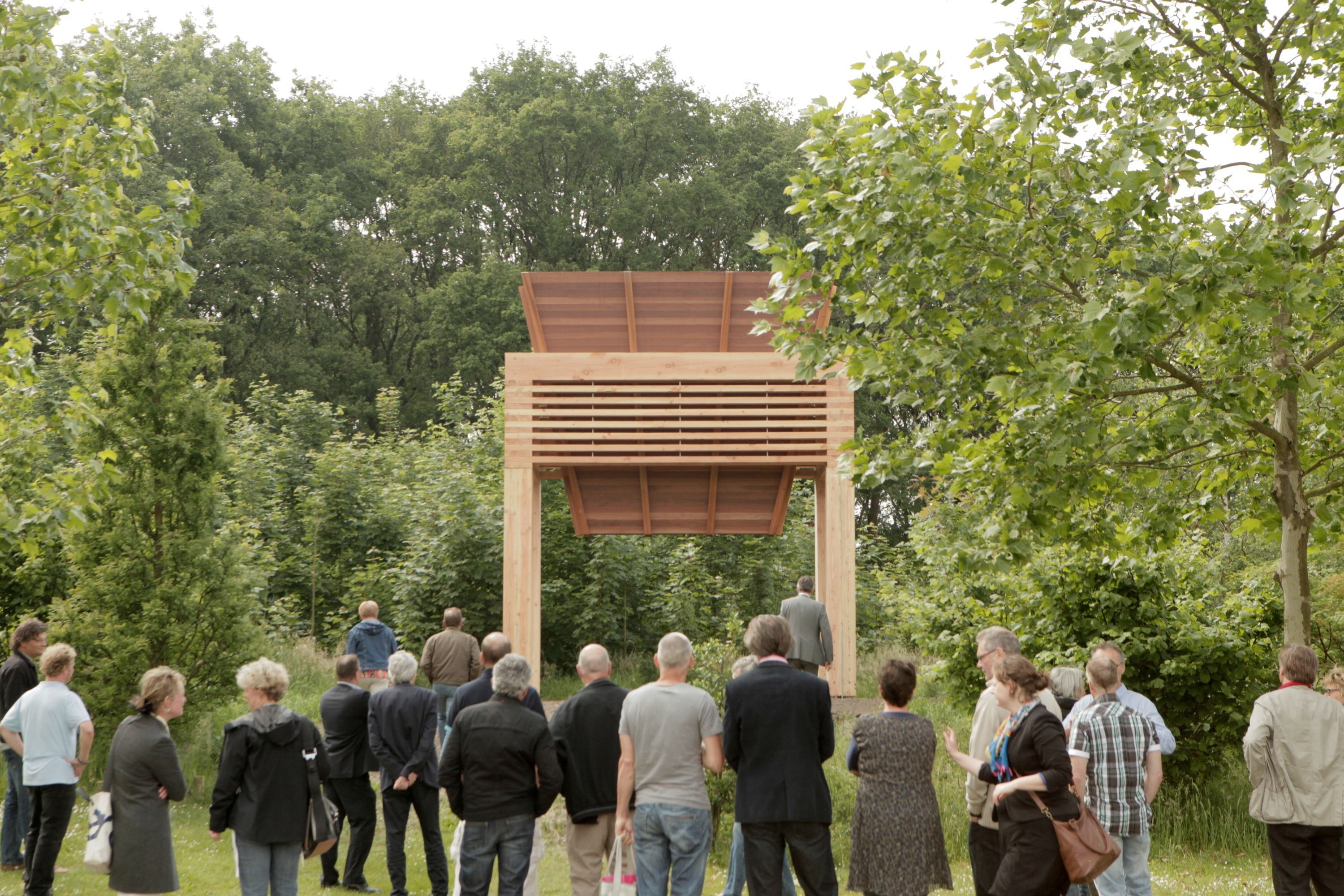
Waterpoort, De 4 poorten (2013), Veldhoven
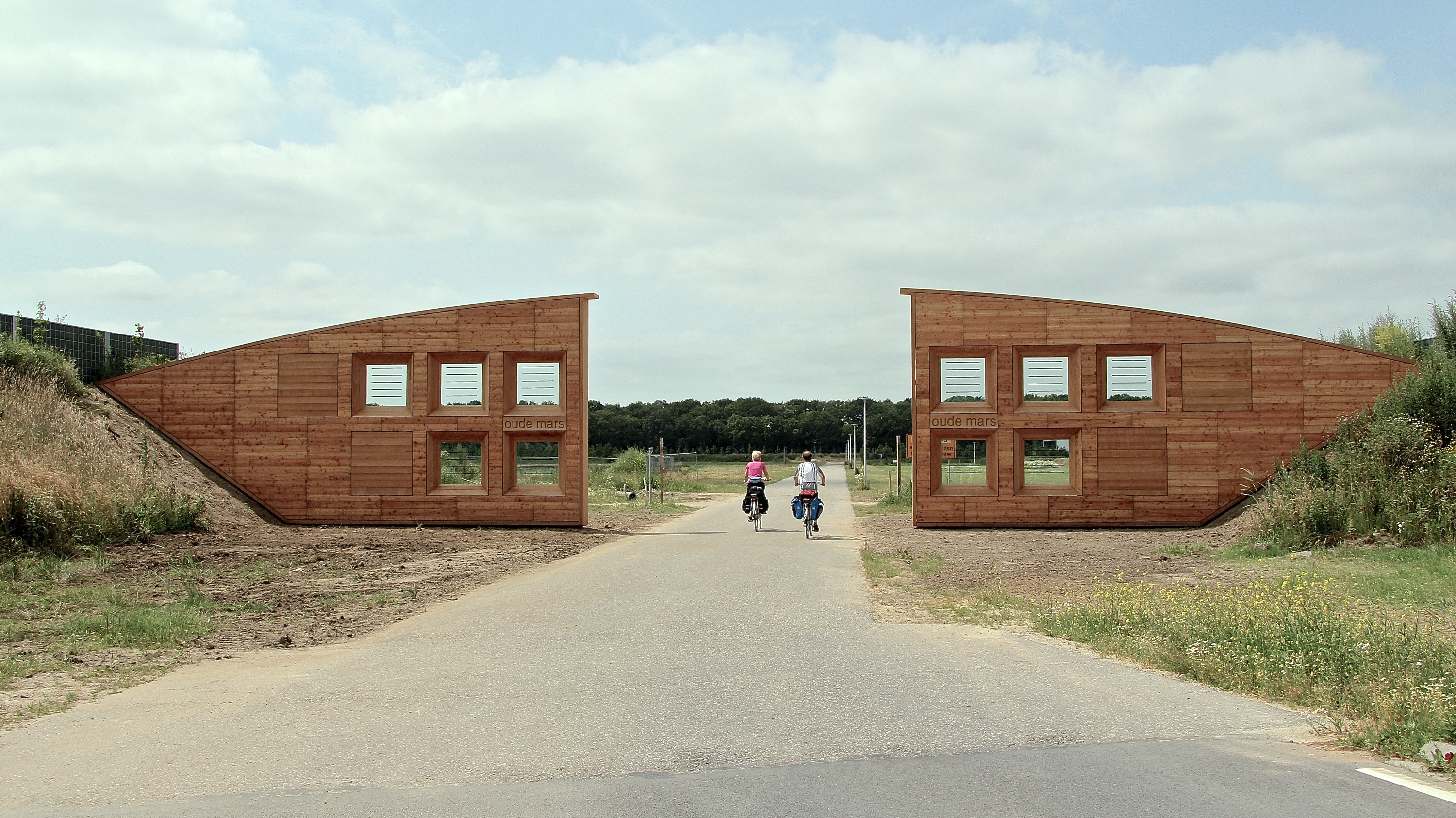
Oude Marspoort (2013), Zwolle
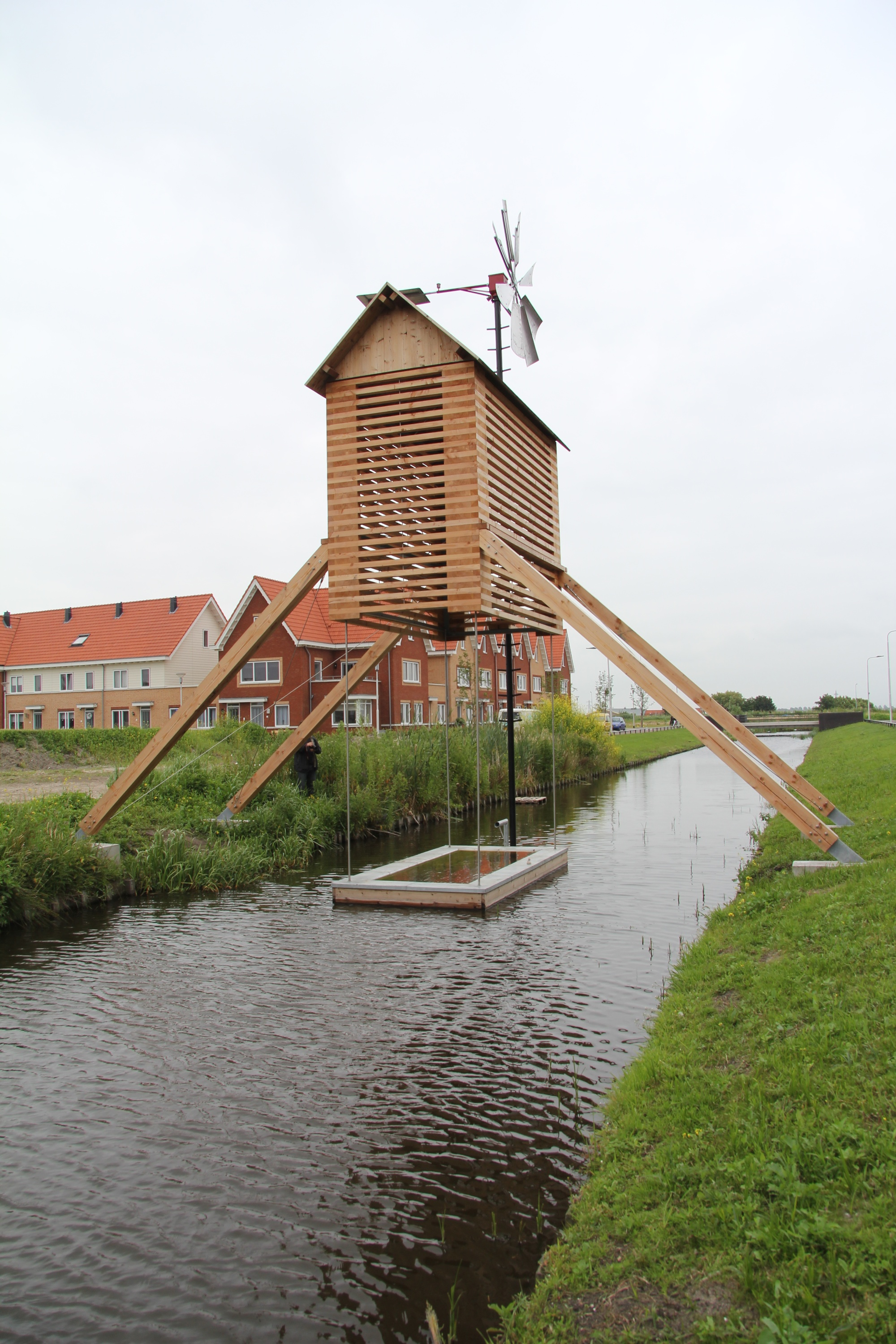
Waterwolf (2013), Hillegom
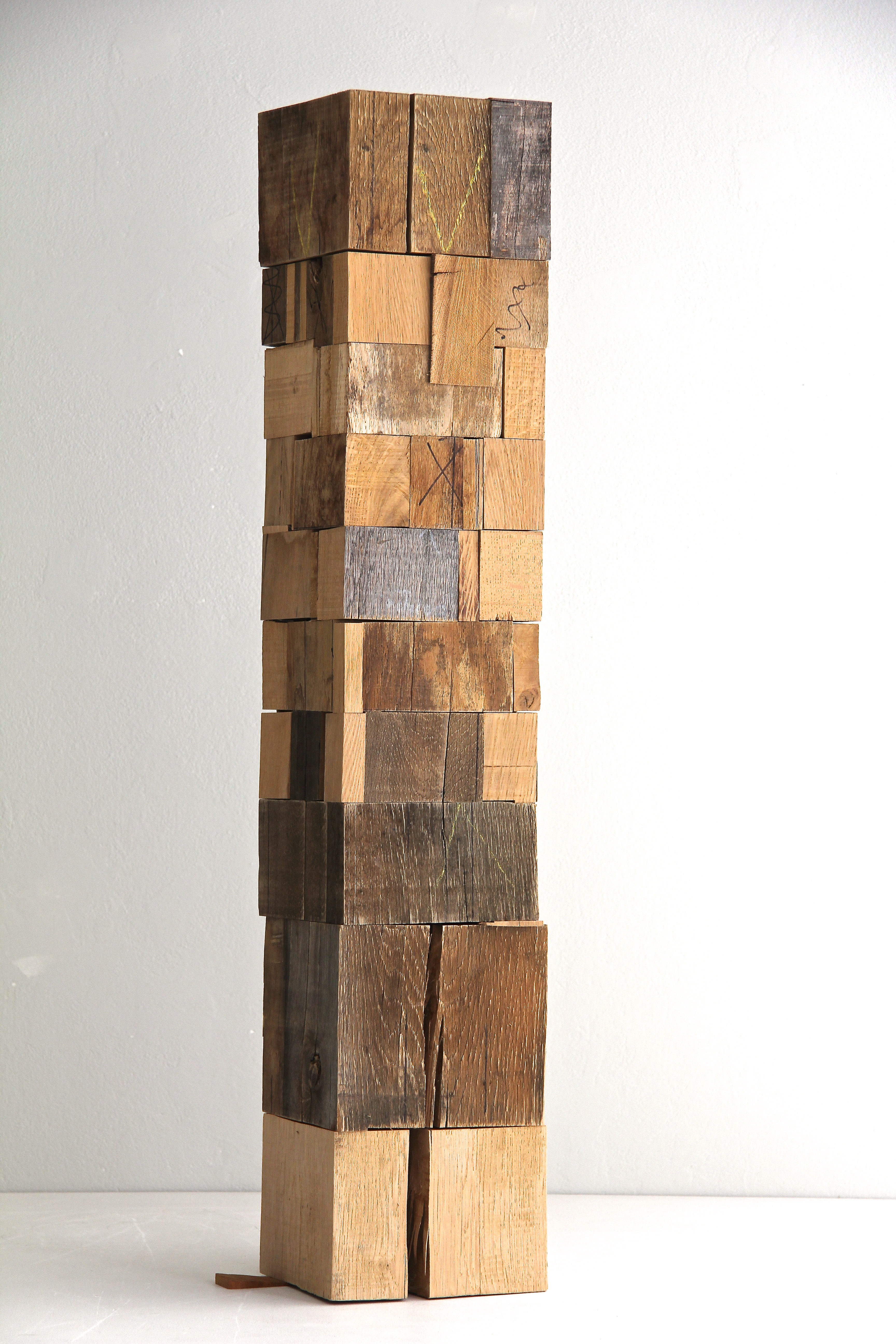
De Betekenis van zes, 17 x 17,5 x 94
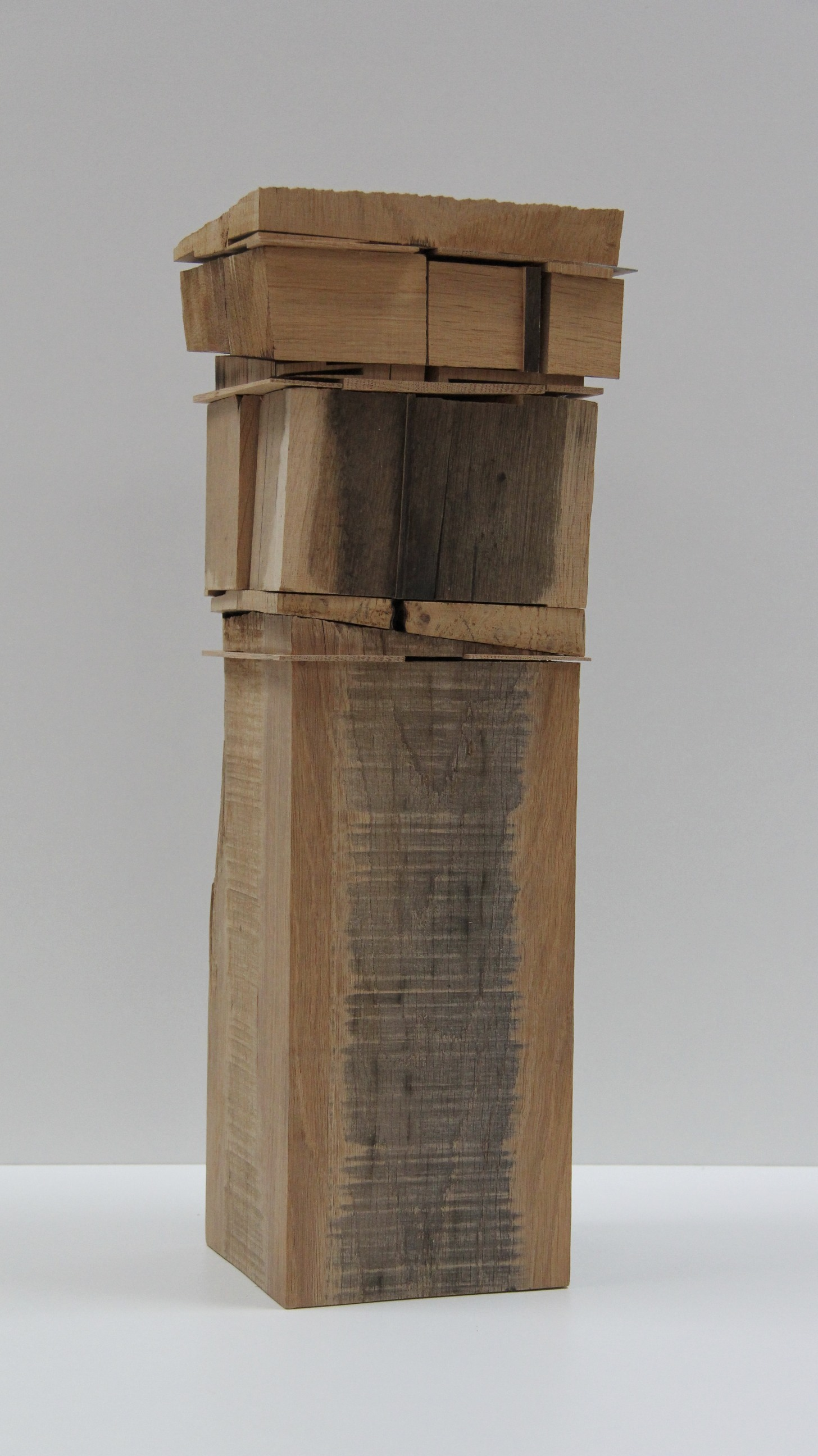
De wereld der vormen van Nisargadatta, 16 x 18 x 51
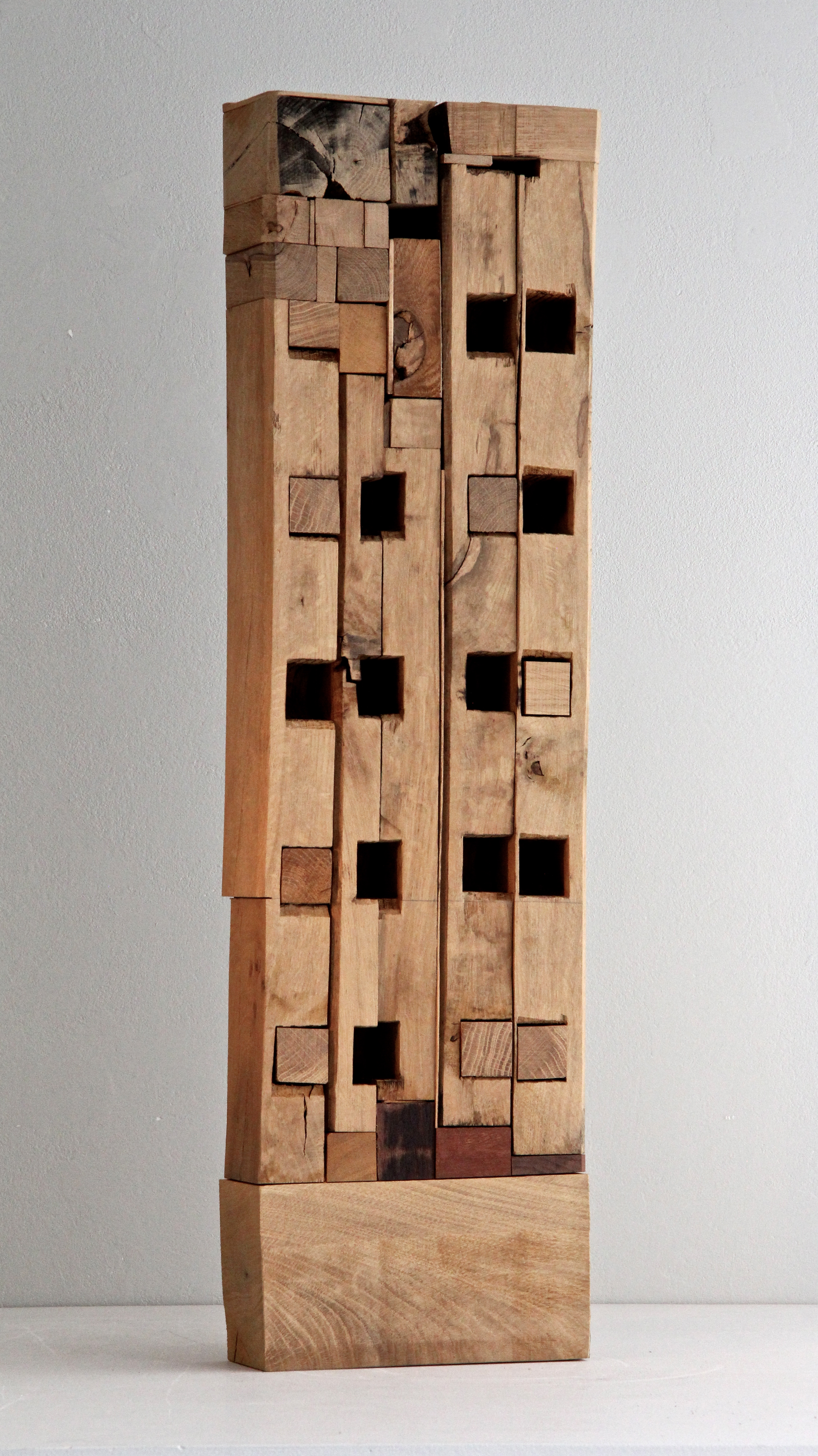
Houtdag / De 77 districten, 25 x 9 x 89
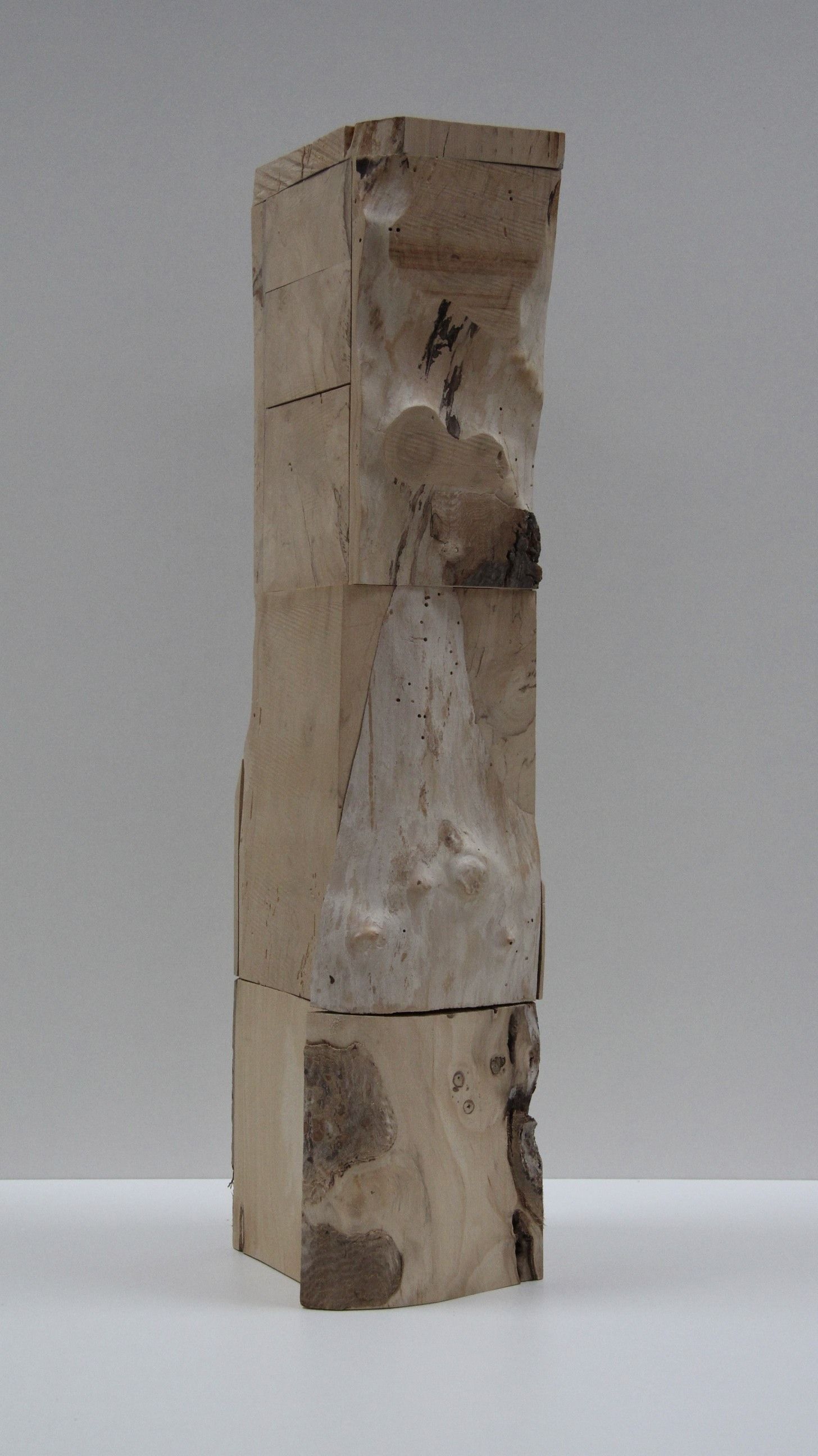
Basilica di San Salvatore, 17,5 x 17,5 x 94
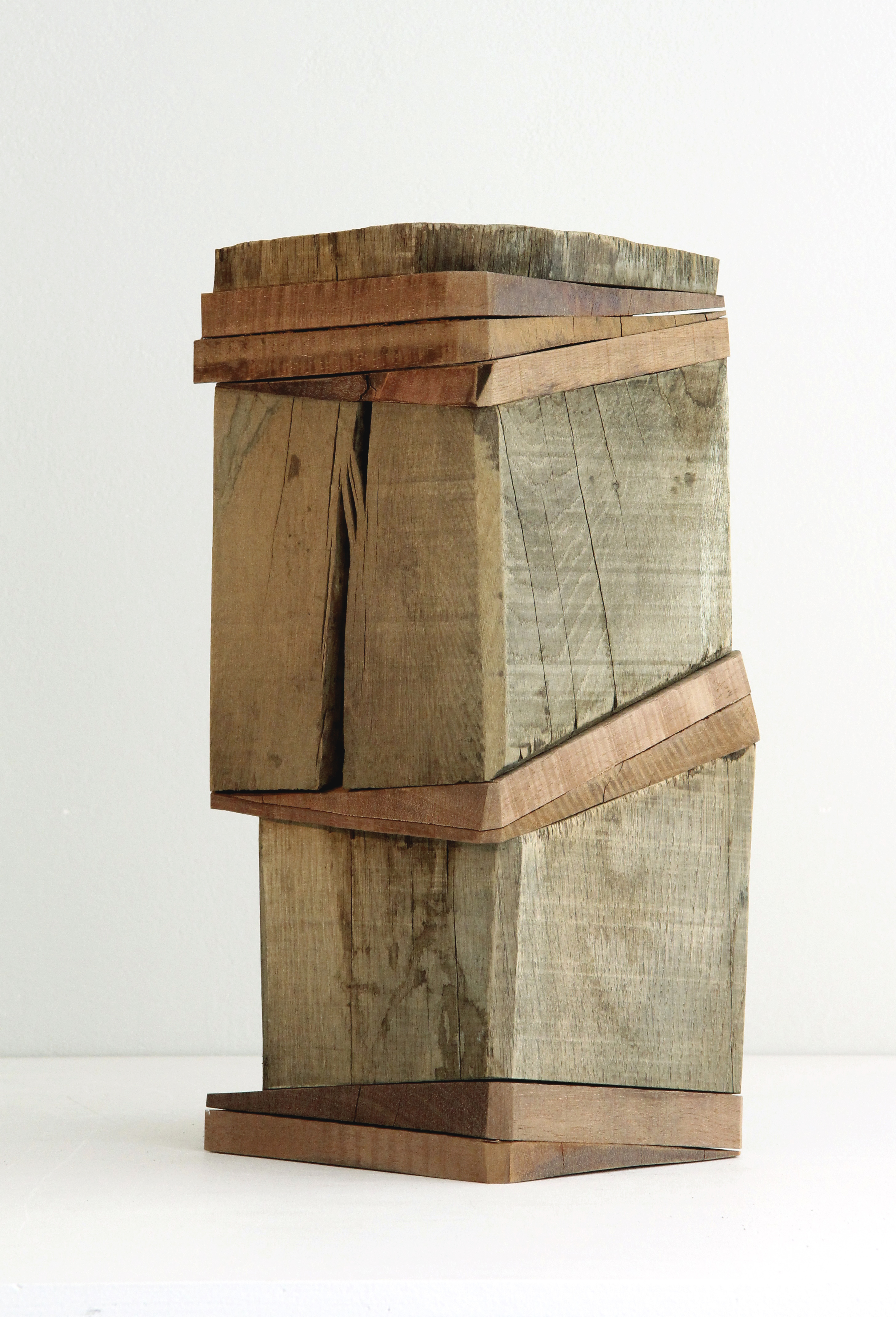
Canos, 22 x 18 x 48